# Chamber Symphony

Chamber Symphony est une œuvre pour ensemble musical mixte (10 à 15 musiciens) composée en 1992 par John Adams, commandée par l'ensemble Joueurs de musique contemporaine de San Francisco (en) à qui elle est dédiée.
Son titre et l'instrumentation choisie rappellent les Symphonies de chambre no 1 et no 2 d'Arnold Schönberg, mais elle s'en distingue par sa structure et l'ajout d'un échantillonneur à l'effectif instrumental.

## Structure
1. Mongrel Airs
2. Aria with Walking Bass
3. Road Runner

## Instrumentation
1 flûte, 1 flûte piccolo, 1 hautbois, 1 petite clarinette en Mib, 1 clarinette, 2 basson, 1 contrebasson, 1 cor, 1 trompette, 1 trombone, 1 percussionniste, 1 échantillonneur, 1 violon, 1 alto, 1 violoncelle, 1 contrebasse.